# هریستو استویچکوف
هریستو استویچکوف (به بلغاری: Христо Стоичков Стоичков) (متولد ۸ فوریه ۱۹۶۶ در پلوودیو)، بازیکن سابق فوتبال اهل بلغارستان و ملقب به ستاره بلغار (اسطوره بلغارستان) است. او از اسطوره‌های باشگاه بارسلونا به‌شمار می‌آید. استویچکوف در سال ۱۹۹۴ بالاتر از بازیکنانی نظیر روبرتو باجو و پائولو مالدینی موفق به کسب توپ طلا شد.

## زندگی ورزشی

### رده ملی
بازیکن سابق تیم ملی فوتبال بلغارستان و ستاره جهان در سال ۱۹۹۴ - دارنده توپ طلایی و کفش طلایی در همان سال که همراه با تیم ملی بلغارستان در جام جهانی فوتبال ۱۹۹۴ آمریکا موفق به دریافت نشان بهترین بازیکن و بهترین گلزن جام گردید. هریستو استویچکوف چهار بار به عنوان مرد سال فوتبال بلغارستان انتخاب شد، ۸۳ بازی ملی انجام داد و ۳۷ گل برای این تیم به ثمر رساند.

### رده باشگاهی
استویچکوف عضو تیم‌های زسکا صوفیه بلغارستان - بارسلونا اسپانیا - پارما ایتالیا - النصر عربستان - شیکاگو فایر آمریکا بود که با این تیم‌ها جام‌های مختلفی را در کلکسیون افتخارات خود کسب کرده‌است.
او هم‌اکنون به مربی‌گری مشغول است.

## افتخارات
بارسلون
🏆قهرمان جام باشگاه‌های اروپا ۹۲–۱۹۹۱
🏆قهرمان سوپرجام اروپا (۲) بار: ۱۹۹۲، ۱۹۹۷
🏆قهرمان جام در جام اروپا ۹۷–۱۹۹۶
🏆قهرمان لا لیگا (۵) بار :۱۹۹۱ ،۱۹۹۲ ،۱۹۹۳ ،۱۹۹۴ ،۱۹۹۷
🏆قهرمان کوپا دل ری (جام حذفی) اسپانیا ۱۹۹۶
🏆قهرمان سوپر جام اسپانیا (۳) بار: ۱۹۹۲ ،۱۹۹۴ ،۱۹۹۶
زسکا صوفیه
🏆قهرمان لیگ بلغارستان (۳) بار؛ ۱۹۸۶، ۱۹۸۸، ۱۹۸۹
🏆قهرمان جام حذفی بلغارستان (۴) بار: ۱۹۸۴، ۱۹۸۶، ۱۹۸۷، ۱۹۸۸
🏆قهرمان سوپر جام بلغارستان: ۱۹۸۹
النصر
🏆قهرمان جام برندگان جام آسیا ۹۸-۱۹۹۷
فایر اف سی شیکاگو
🏆قهرمان جام حذفی آمریکا: ۲۰۰۰
کسب مقام چهارم جام جهانی فوتبال ۱۹۹۴ به همرا تیم ملی فوتبال بلغارستان
نایب قهرمان لیگ قهرمانان اروپا ۹۴–۱۹۹۳
شخصی
برنده توپ طلای ۱۹۹۴ بهترین بازیکن جهان
برنده کفش طلای اروپا ۱۹۹۰ با ۳۸ گل زده
برترین گلزن جام جهانی فوتبال ۱۹۹۴ با ۶ گل
توپ نقره فیفا: ۱۹۹۲، ۱۹۹۴
برنده توپ برنز جام جهانی فوتبال ۱۹۹۴
برترین گلزن لیگ بلغارستان: ۱۹۸۸، ۱۹۸۹
بهترین بازیکن سال بلغارستان: ۱۹۸۹، ۱۹۹۰، ۱۹۹۱، ۱۹۹۲، ۱۹۹۴
بهترین بازیکن فصل اروپا از طرف یونیسف: ۹۲–۱۹۹۱
بهترین بازیکن اروپا از طرف مجله اونز فرانسه: ۱۹۹۲
برنده جایزه جایزه دون بالون اسپانیا ۱۹۹۴
برنده جایزه پای طلایی به عنوان شخصیت برجسته: ۲۰۰۷
بهترین گلزن جام برندگان جام اروپا: ۱۹۸۹
انتخاب در تیم ستارگان فیفا ۱۹۹۴
انتخاب در تیم ستارگان یوفا ۱۹۹۶
بهترین بازیکن بلغارستان در پنجاه سال
ورود به تالار مشاهیر فوتبال از طرف یوفا

## رکورد دست نیافتنی
برگی از تاریخ رکوردهای فوتبال فقط به نام هریستو استویچکوف رقم خورده، تکرار شدنی نبوده و بازیکن دیگری به آن نخواهد رسید.
وی موفق گردیده هم با بارسلونا، قهرمان جام برندگان جام اروپا شود و هم با النصر عربستان فاتح رقابتهای جام برندگان جام آسیا بشود.
بازیکن دیگری در این رکورد به استویچکوف نخواهد رسید چرا که (جام برندگان جام) هم در آسیا و هم در اروپا منحل شدند و دیگر برگزار نمی‌شوند و این رکورد برای همیشه در اختیار این بازیکن بلغاری باقی خواهد ماند.